# Musashi (yacht)
M/Y Musashi är en superyacht tillverkad av Feadship i Nederländerna. Hon levererades 2011 till sin ägare Larry Ellison, en amerikansk entreprenör. Superyachten designades exteriört av De Voogt Naval Architects medan interiören designades av Sinot Yacht Design. Musashi är 87,78 meter lång och har en kapacitet upp till 18 passagerare fördelat på tio hytter. Den har en besättning på 24 besättningsmän.
Superyachten kostade $130 miljoner att bygga och är systerfartyg till Fountainhead.

## Galleri

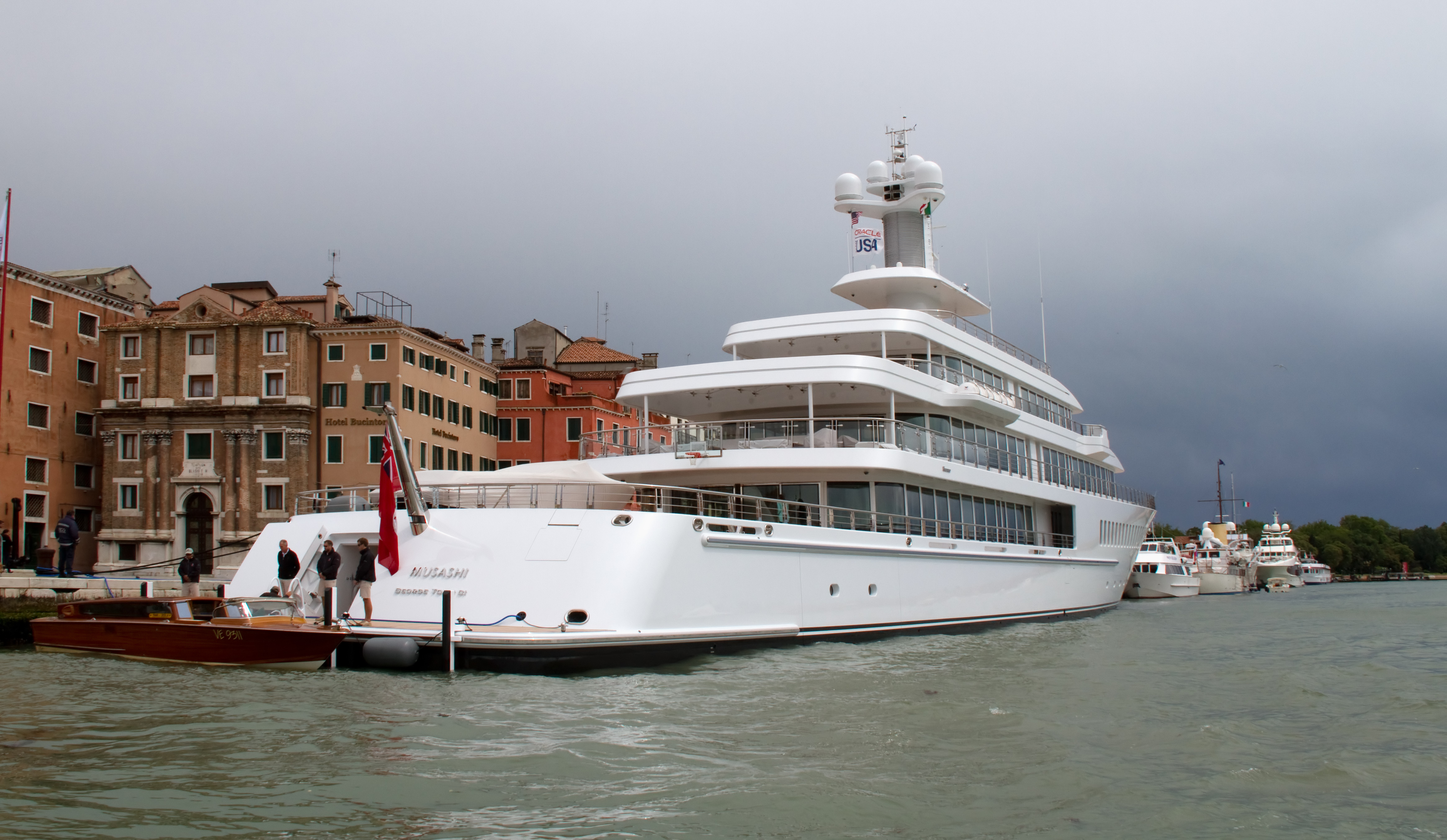
Musashi i Venedig i Italien, 2012.